# Paul Goldstein
Paul Herbert Goldstein (ur. 4 sierpnia 1976 w Waszyngtonie) – amerykański tenisista.

## Kariera tenisowa
Karierę zawodową Goldstein rozpoczął w 1998 roku, a zakończył w 2008 roku. W grze pojedynczej wygrał dwanaście turniejów kategorii ATP Challenger Tour. W 1999 roku, również w singlu, wygrał złoty medal podczas igrzysk panamerykańskich w Winnipeg.
W grze podwójnej Goldstein triumfował w dwunastu zawodach z cyklu ATP Challenger Tour. Dodatkowo osiągnął pięć finałów o randze ATP World Tour. Jednym z większych sukcesów Amerykanina w deblu jest awans do półfinału US Open 2005, gdzie tworzył parę z Jimem Thomasem.
W rankingu gry pojedynczej Goldstein najwyżej był na 58. miejscu (24 kwietnia 2006), a w klasyfikacji gry podwójnej na 40. pozycji (5 lutego 2007).

### Finały w turniejach ATP World Tour
| Nazwa                         |
| ----------------------------- |
| Wielki Szlem                  |
| Igrzyska olimpijskie          |
| Tennis Masters Cup            |
| ATP Masters Series            |
| ATP International Series Gold |
| ATP International Series      |

#### Gra podwójna (0–5)
| Końcowy wynik | Nr | Data                | Turniej      | Nawierzchnia  | Partner         | Przeciwnicy                       | Wynik finału      |
| ------------- | -- | ------------------- | ------------ | ------------- | --------------- | --------------------------------- | ----------------- |
| Finalista     | 1. | 26 listopada 2000   | Brighton     | Twarda (hala) | Jim Thomas      | Michael Hill Jeff Tarango         | 3:6, 5:7          |
| Finalista     | 2. | 16 lutego 2003      | San José     | Twarda (hala) | Robert Kendrick | Lee Hyung-taik Uładzimir Wałczkou | 5:7, 6:4, 3:6     |
| Finalista     | 3. | 19 lutego 2006      | San José     | Twarda (hala) | Jim Thomas      | Jonas Björkman John McEnroe       | 6:7(2), 6:4, 7–10 |
| Finalista     | 4. | 23 lipca 2006       | Indianapolis | Twarda        | Jim Thomas      | Bobby Reynolds Andy Roddick       | 4:6, 4:6          |
| Finalista     | 5. | 8 października 2006 | Tokio        | Twarda        | Jim Thomas      | Ashley Fisher Tripp Phillips      | 2:6, 5:7          |